# Thea Award
De Thea Award is een prijs binnen de entertainmentindustrie die jaarlijks uitgereikt wordt door de non-profit organisatie Themed Entertainment Association (TEA) op de jaarlijks terugkerende Thea Awards.

## Ontstaan
Vanuit de TEA organisatie werd al vanaf 1991 gebrainstormd over meer erkenning geven aan de entertainmentindustrie. De naam Thea Awards refereert naar 3 verschillende enteiten. Namelijk de Griekse godin van het licht, Thea, het woord theater, en de eigen organisatie TEA.
In 1994 werd de eerste Thea Award uitgereikt aan Disney-ontwerper Harrison Price. Hij kreeg een onderscheiding voor zijn levenslange prestatie in de branche. Tot 1995 was dit de enige categorie waarin een Thea Award werd uitgereikt. In de jaren erna werden er meer prijzen uitgereikt in en is de categorie buitengewone prestaties toegevoegd.
In de buitengewone prestatie categorie wordt er sinds 1997 onderscheid gemaakt in de grootte van het budget van de bouwkosten een attractie. Hierdoor zijn de kansen voor het winnen van deze prijs voor bedrijven en organisaties met een relatief kleiner budget aannemelijk groter dan om andere onderscheidingen te winnen .
In 2001 werd er een ontwerp voor de te winnen Award gemaakt. In 2004 heeft er geen uitreiking van de Thea Award plaatsgevonden, omdat de uitreiking van het najaar naar het voorjaar verplaatst werd.
De Thea Awards wordt als een belangrijke prijsuitreiking gezien binnen de wereldwijde entertainmentindustrie. Een vergelijkbare prijs in dezelfde klasse is de Applause Award.

## Categorieën
De prijs wordt uitgereikt in diverse categorieën zoals:
- Buzz Price Thea Award. Een persoonlijke Award voor een levenslange prestatie in de branche.
- Thea Classic Award
- Een greep van Thea Awards voor buitengewone prestaties zijn o.a. die voor de beste:
  - Technologie
  - Innovatie
  - Pretparkattractie
  - Pretparkattractie met een beperkt budget
  - Nieuwe themagebied
  - Museum
  - Museumtentoonstelling
  - Museumtentoonstelling met een beperkt budget
  - Educatieve expositie
  - Live Show
  - Casino
  - Dierentuin

## Uitgereikte onderscheidingen
Een onvolledig overzicht van ontvangers van Thea Awards gerangschikt naar land
België
- Challenge of Tutankhamon, Walibi Belgium, 2005
- The Forgotten Mine, Park Molenheide, 2009
- Decrocher la Lune VI, La Louvière, 2017
- Popcorn Revenge, Walibi Belgium, 2020
- Bastogne: The Roads to Freedom, 2022

China
- Shanghai Disneyland, 2017
- Pirates of the Caribbean Battle for the Sunken Treasure, Shanghai Disneyland, 2017
- Camp Discovery, Shanghai Disneyland, 2017

Denemarken
- Tivoli Gardens, 2000
- Legoland Billund, 2003 (tezamen met alle andere legolandparken ter wereld)
- LEGO® House, Billund, 2019

Duitsland
- Legoland Deutschland, 2003 (tezamen met alle andere legolandparken ter wereld)
- FoodLoop, Europa-Park, 2012
- Europa-Park, 2013
- Omgekeerde gemotoriseerde draaiende achtbaan ontworpen door MACK Rides, 2017
- Voltron Nevera, Europa-Park, 2025

Frankrijk
- Space Mountain, Disneyland Park, 1996
- L'Oxygénarium, Parc Astérix, 2001
- Cine’Magique, Walt Disney Studios Park, 2003
- Restaurant Bistrot Chez Remy, Walt Disney Studios Park, 2015
- The Time Machine, Futuroscope, 2015
- Center Parcs Domaine du Bois aux Daims, 2017

Nederland
- Villa Volta, Efteling, 1997
- HollandRama, Nederlands Openluchtmuseum, 2001
- Efteling, 2005
- Heineken Experience, Amsterdam, 2010
- Aquanura, Watershow, Efteling 2013
- De vuurproef, Het Spoorwegmuseum, 2014
- Wonderkamers, Kunstmuseum Den Haag, 2015
- Meet Vincent Van Gogh Experience, Amsterdam, 2017
- Symbolica, Efteling, 2018

Verenigd Koninkrijk
- Legoland Windsor, 2003 (tezamen met alle andere legolandparken ter wereld)

Verenigde Staten
- Legoland Californië, 2003 (tezamen met alle andere legolandparken ter wereld)
- Cedar Point, 2018
- Avatar Flight of Passage, Disney's Animal Kingdom, 2018
- Frozen Ever After, Epcot, 2018
- Guardians of the Galaxy - Mission: Breakout!, Disney California Adventure Park, 2018
- Themagebied Pandora - The World of Avatar. Disney's Animal Kingdom, 2018
- The Amazing Adventures of Spider-Man, Universal's Islands of Adventure, 2025